# Copa Constitució 2022
La Copa Constituició 2022 va ser la 30a edició de la Copa Andorra de futbol. Va començar en el dia 16 de gener i va finalitzar en 29 de maig del 2022. El campió del torneig es va assegurar un lloc en la fase preliminar en la Lliga Europa Conferència de 2022-23.

## Equips participants
A aquesta edició hi participaren els vuit equips de Primera divisió d'Andorra i els sis de Segona Divisió.
| Primera Divisió         | Segona Divisió     |
| ----------------------- | ------------------ |
| Atlètic Club d'Escaldes | CF Atlètic Amèrica |
| CE Carroi               | FC Encamp          |
| UE Engordany            | UE Extremenya      |
| Inter d'Escaldes        | FS La Massana      |
| FC Ordino               | Penya Encarnada    |
| UE Sant Julià           | FC Rànger's        |
| FC Santa Coloma         |                    |
| UE Santa Coloma         |                    |

## Primera ronda
| Inter d'Escaldes | 3-0 | UE Sant Julià |
| ---------------- | --- | ------------- |
|                  |     |               |

 Centre d'entrenament La Massana
(La Massana)        
| FC Rànger's | 0-5 | UE Engordany |
| ----------- | --- | ------------ |
|             |     |              |

 Centre d'entrenament de la FAF
(Santa Coloma)        
| UE Santa Coloma | 6-2 | FC Encamp |
| --------------- | --- | --------- |
|                 |     |           |

 Centre d'entrenament La Massana
(La Massana)        
| FC Ordino | 0-2 | FC Santa Coloma |
| --------- | --- | --------------- |
|           |     |                 |

 Centre d'entrenament de la FAF
(Santa Coloma)        
| CF Atlètic Amèrica | 0-2 | Penya Encarnada |
| ------------------ | --- | --------------- |
|                    |     |                 |

 Centre d'entrenament de la FAF
(Santa Coloma)        
| CE Carroi | 2-1 | FS La Massana |
| --------- | --- | ------------- |
|           |     |               |

 Centre d'entrenament La Massana
(La Massana)        

## Quarts de Final
| Inter d'Escaldes | 1-0 (pr.) | FC Santa Coloma |
| ---------------- | --------- | --------------- |
|                  |           |                 |

 Centre d'entrenament de la FAF
(Santa Coloma)        
| Atl. Escaldes | 2-0 | UE Santa Coloma |
| ------------- | --- | --------------- |
|               |     |                 |

 Centre d'entrenament de la FAF
(Santa Coloma)        
| Penya Encarnada | 0-3 (pr.) | UE Engordany |
| --------------- | --------- | ------------ |
|                 |           |              |

 Centre d'entrenament La Massana
(La Massana)        
| UE Extremenya | 1-0 | CE Carroi |
| ------------- | --- | --------- |
|               |     |           |

 Centre d'entrenament La Massana
(La Massana)        

## Semifinals
| Atl. Escaldes | 2-2              | Inter d'Escaldes |
| ------------- | ---------------- | ---------------- |
|               | (4-2) als penals |                  |

 Centre d'entrenament de la FAF
(Santa Coloma)        
| UE Engordany | 1-1              | UE Extremenya |
| ------------ | ---------------- | ------------- |
|              | (2-4) als penals |               |

 Centre d'entrenament de la FAF
(Santa Coloma)        

## Final
| 29 de maig de 2022 17:00 | Atl. Escaldes                                    | 4-1     | UE Extremenya |                                                      |  |
|                          | Aarón 31' · Garrido 61' · Nicolás 64' · Adri 90' | Informe | 14' Joval     | Estadi Nacional · (Andorra la Vella) · Rui Queirós · |  |

| Guanyador de la Copa Constitució 2022 |
| ------------------------------------- |
| Atlètic Escaldes                      |